# Vale das Rosas

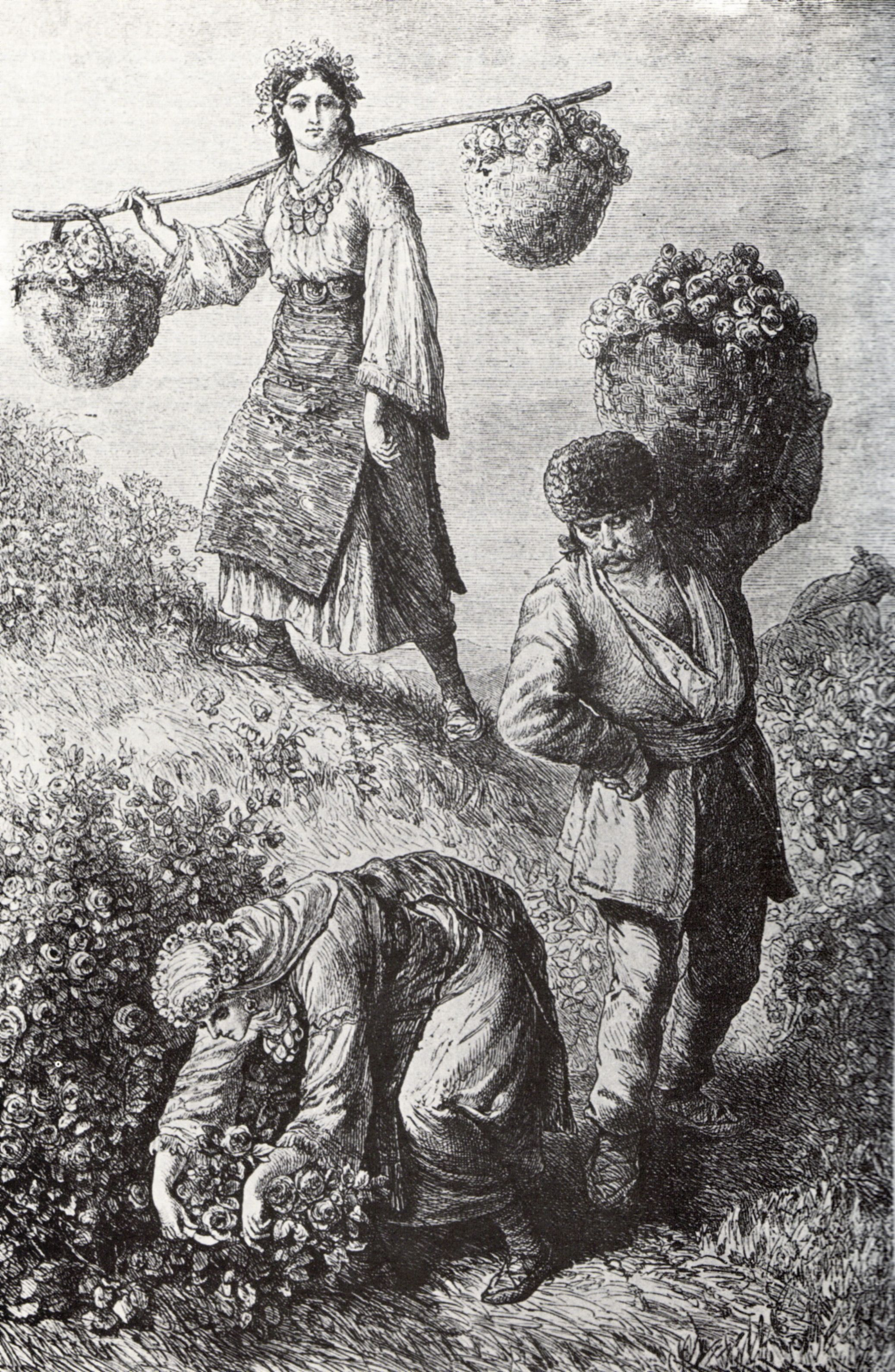
Colheita de rosas no Vale das Rosas, perto da cidade de Kazanlak na Bulgária, 1870 (F. Kanitz)

O Vale das Rosas (em búlgaro: Розова долина; romaniz.: Rozova Dolina) é um famoso vale da Bulgária localizado ao sul dos Balcãs, consistindo dos vales dos rios Estriama, a oeste, e Tundzha, a leste. O vale é conhecido pela produção de rosas, que servem de ingrediente para a produção de perfumes na Bulgária e a nível mundial.